# 山本哲也 (アナウンサー)
山本 哲也（やまもと てつや、1956年〈昭和31年〉12月24日 - ）は、NHKの元エグゼクティブアナウンサー。兼高かおる基金監事。

## 人物
山口県立山口高等学校、中央大学法学部卒業後、1980年にNHKへ入局。
スポーツ中継や『NHKニュースおはよう日本』スポーツコーナーの担当アナウンサーを経て、1999年4月から2001年3月まで紀行番組『ひるどき日本列島』の司会を務める。
2006年4月、夕方の情報番組『ゆうどきネットワーク』（のちに『ゆうどき』に改題）の月曜 - 木曜キャスターに就任。在任中の2014年8月に発生した広島市土砂災害では広島放送局に応援で派遣され、災害情報を中心にローカルニュースを担当した（過去に広島局への勤務経験があった）。なお、当時『ゆうどき』の金曜日（大阪局制作の『関西発』）を担当していた比留木剛史も同様に広島放送局へ派遣された。
2016年4月からは日曜朝の紀行番組『小さな旅』の旅人を務め、バードコールを片手に全国各地を旅している。2022年4月、『小さな旅』との兼任で『ラジオ深夜便』の第5週水曜・木曜・金曜アンカーに就任した。
熱烈なウルトラマン・フリークでもある。

## 現在の出演番組
- 小さな旅（2016年4月 - 、NHK総合）
- 地域魅力化ドキュメント ふるさとグングン!（NHK総合） - キャスター
- ラジオニュース（不定期、NHKラジオ第1）
- ラジオ深夜便（2022年4月 - 、NHKラジオ第1・NHK-FM） - 第5水・木・金曜アンカー
- キャンパスガイド「10月入学生募集中」（2022年7月 - 、放送大学on）

## 過去の出演番組
- スポーツ中継（NHK）
- FMリクエストアワー（1986年頃、NHK-FM） ※大津局時代
- ニュースポートひろしま（1996年4月 - 1997年3月、NHK総合） ※広島局時代
- NHKニュースおはよう日本（平日スポーツコーナー、1997年4月 - 1999年3月、NHK総合）
- ひるどき日本列島（1999年4月 - 2001年3月、NHK総合）
- ここはふるさと 旅するラジオ こんにちは!80ちゃんです（2005年度、NHKラジオ第1・NHK-FM）
- 日本語なるほど塾（2005年7月 - 2006年3月、NHK教育） - キャスター
- 心ひとつに にっぽん全国 感動の校歌物語（2008年3月20日、NHK-BS2） - 司会
- ゆうどきネットワーク → ゆうどき（東京・渋谷から放送の月曜日 - 木曜日、2006年4月 - 2015年3月、NHK総合） - キャスター
- こんにちはいっと6けん（金曜日のみ、2006年4月 - 2008年3月、NHK総合）
- ハイビジョン特集 めざせ!駅弁日本一（2010年3月13日、NHK BShi） - 語り
- おめでとう日本列島2011（2011年1月1日、NHKラジオ第1） - 司会
- 年越しラジオ・ゆく年くる年（2012年12月31日、NHKラジオ第1） - 総合司会
- 放送90年スペシャル「音でたどる日本の"初めて"」（2015年1月1日、NHKラジオ第1） - 進行役
- ひるまえほっと（2015年4月 - 2016年3月、NHK総合） - キャスター[4]